# عودة العاشقة الحسناء
عودة العاشقة الحسناء (بالهندية: फिर आई हसीन दिलरुबा) هو فيلم هندي باللغة الهندية من نوع الرومانسية والإثارة صدر عام 2024، من إخراج جايبراد ديساي وكتابة كانيكا ديلون. أنتجته شركة "كولور يلو برودكشنز" بالتعاون مع "تي سيريز فيلمز". يُعد هذا الفيلم تكملة لفيلم العاشقة الحسناء الذي صدر عام 2021، ويشارك في بطولته تابسي بانو، وفيكرانت ماسي وساني كوشال. عُرض الفيلم لأول مرة على منصة نتفليكس في 9 أغسطس 2024.

## القصة
بعد خمس سنوات من أحداث فيلم "العاشقة الحسناء"، تعيش راني في آغرة وتدير صالون تجميل، بينما يعمل ريشو، الذي يستخدم الآن اسم "رافي"، كعامل توصيل ولديه يد صناعية. ورغم أنهم يعيشان منفصلين لتجنب الكشف عنهما، إلا أنهما يبقيان على اتصال عبر الهاتف ويخططان للهروب إلى تايلاند. يولي أبهيمانيو، الطبيب وصاحب العقار الذي تسكنه راني، اهتماماً عاطفياً بها، لكنها لا تبادله هذا الاهتمام، في حين تقوم بونام، مالكة عقار ريشو، بمحاولات واضحة للتقرب منه، لكنه يرفضها أيضًا.
يصل المفتش كيشور راوات والمفتش الأول ماناف شوكلا، اللذان يعملان الآن في آغرة، لزيارة راني ويكشفان لها أنهما يعلمان بأن هي وريشو مسؤولان عن مقتل نيل، بعد قراءة الكتاب الذي ألهم خطتهما للتغطية. ويقود التحقيق الآن مريتنجاي "مونتي" باسوان، عم نيل، وهو مصمم على إثبات ذنب راني وريشو. سريعاً، يتمكن مونتي من القبض على وكيل سفر ريشو، مما يعطل خطط هروبهما. تشعر راني بالذعر وتقرر الزواج من أبهيمانيو لتشتيت الشبهات، ويوافق ريشو على مضض. تتقدم راني بطلب الزواج لأبهيمانيو، بشرط أن لا يقع أي منهما في حب الآخر، وبالرغم من صدمته، يوافق ويتزوجان.
يحافظ راني وأبهيمانيو على علاقة ودية فقط بعد الزواج. يكشف أبهيمانيو، الذي فقد والديه ثم عمه وعمته في سن صغيرة، أن حبه لراني منعه من إنهاء حياته. في إحدى الليالي، تكشف راني بالخطأ أثناء سكرها الحقيقة عن استخدامها زواجهما لإخفاء وجود ريشو. لمساعدة راني على أن تكون سعيدة، يوافق أبهيمانيو على مساعدتهما في الهرب ويخفي ريشو في عيادته. لاحقًا، يعترف أبهيمانيو لريشو بأنه قتل عمه وعمته وطفليهما انتقاماً منهما لخداع والده في العمل. خائفًا، يهاجم ريشو أبهيمانيو، الذي يقوم بحبسه، لكن ريشو يتمكن في النهاية من الهرب.
في الليلة التي تسبق خطط هروب راني وريشو، يكشف أبهيمانيو لراني عن ميوله السايكوباتية ويهاجمها، فتفرّ إلى الشرطة طلبًا للمساعدة. بعد فترة قصيرة، تُكتشف شاحنة محترقة وبها جثتان محترقتان، يتم التعرف عليهما على أنهما بونام ولالان، الذين قاما بابتزاز أبهيمانيو بعد أن ساعد في قتل عمه باستخدام ثعبان، مما أدى إلى اعتقال راني. ولإجبار ريشو على الظهور، تقوم الشرطة بنشر أخبار عن معاملة سيئة تتعرض لها راني في الحجز. يوافق ريشو على تسليم نفسه بشرط إطلاق سراح راني عند جسر للسكك الحديدية، حتى يتمكنان من الحصول على لحظة أخيرة معًا. يوافق مونتي. عند الجسر، وبينما يجتمعان محاطين بالشرطة، يتقدم ضابط شرطة، ليُكتشف أنه أبهيمانيو متخفيًا. بعد صراع قصير، يسقط الثلاثة في النهر المليء بالتماسيح. لم يتم العثور على أي جثث، ويُفترض أنهم ماتوا.
مع ذلك، يواصل مونتي التحقيق ويكتشف أن لالان هو شريك لأبهيمانيو، وأن بونام زارت ريشو في اليوم الذي خبأه فيه أبهيمانيو، مما يشير إلى أن جثة أبهيمانيو قد تكون لجثة لالان. يكشف الفلاش باك أنه بعد وصول ريشو إلى منزل أبهيمانيو، قرر الثلاثة العمل معًا للهروب من الشرطة. يقوم أبهيمانيو بقتل بونام وللان لأنهما شهود رئيسيون ويستخدم ذلك كفرصة لتزييف وفاته. بعد ذلك، استخدموا طلب ريشو بتسليم نفسه عند الجسر لتدبير هروبهم. بدون علم راني، قام أبهيمانيو بخلع ذراع ريشو الصناعية تحت الماء أثناء هروبهم، مما جعله غير قادر على السباحة وتعرض لهجوم من تمساح. تهرب راني وأبهيمانيو من النهر بينما يُفترض أن ريشو مات، تاركًا راني في حالة من الحزن.
بعد ستة أشهر، تعيش راني وأبهيمانيو في قرية ديوسار، حيث تعمل راني كمدرسة، بينما يدير أبهيمانيو عيادة. في رسائل، تدعو راني أبهيمانيو ومونتي إلى جانب جرف. تواجه راني أبهيمانيو، وتكشف أنها تعرف أنه قتل ريشو ليخرجه من حياتها، قبل أن تقفز من الجرف إلى النهر أدناه. بعدها، يقوم مونتي باعتقال أبهيمانيو. في مشهد أخير، يكشف الفلاش باك أن ريشو نجا من هجوم التمساح، حيث التقى لاحقًا براني وأخبرها بالحقيقة. تنجو راني من قفزتها وتهرب مع ريشو. كما يتضح أن أبهيمانيو هو ابن دينيش بانديت.

## الممثلون
- تابسي بانو بدور راني كاشياب
- فيكرانت ماسي بدور ريشاب "ريشو" ساكسينا / رافي
- ساني كوشال بدور أبهيمانيو بانديت
- جيمي شيرجيل بدور مريتنجاي باسوان، المعروف أيضًا بمونتو
- أديتيا سريفاستافا بدور المفتش المساعد كيشور راوات، رئيس ماناف
- ساناند فيرما بدور المفتش الأول ماناف شوكلا، مساعد كيشور
- تروبيتي خامكار بدور مينا كوماري
- مانوج كومار سينغ بدور عرفات أنصاري
- ألوك كومار باندي بدور شيرونجي لال تشوراسيا
- مانويندرا كومار تريباثي بدور شارد باثاك
- بوميكا دوب بدور بونام
- غاوتام شانثابا غادابالي بدور لالان
- سهيلة رضا بدور أفسانا
- أمبريش كومار ساكسينا بدور السيد راجيش خانا
- سابانا باريتوش ساند بدور السيدة ليلا خانا
- برامود رانا بدور وكيل السفر

## وصلات خارجية
- عودة العاشقة الحسناء على موقع IMDb (الإنجليزية)
- عودة العاشقة الحسناء على موقع روتن توميتوز (الإنجليزية)
- عودة العاشقة الحسناء على موقع نتفليكس (الإنجليزية)
- عودة العاشقة الحسناء على موقع قاعدة بيانات الفيلم (الإنجليزية)
- عودة العاشقة الحسناء على موقع ليتربوكسد (الإنجليزية)